# Cryptocephalus gridellii
Cryptocephalus gridellii is een keversoort uit de familie bladkevers (Chrysomelidae). De wetenschappelijke naam van de soort werd in 1950 gepubliceerd door Burlini.